# سروة عبد الواحد
سروة عبد الواحد قادر إبراهيم هي ناشطة سياسية وعضوة سابق في حركة التغيير الكردية في العراق. وهي شقيقة رجل الأعمال والإعلامي والسياسي شاسوار عبد الواحد مؤسس حركة الجيل الجديد.
يعرف عنها بمعارضتها لعائلة بارزاني، إذ تطلق عليها لقب «العائلة الحاكمة»، خاصة رئيس الإقليم مسعود بارزاني عندما إجرى استفتاء استقلال إقليم كردستان عن العراق عام 2017.

## السيرة الذاتية
ولدت سروة عبد الواحد قادر عام 1970 في محافظة السليمانية
حصلت على شهادة البكالوريوس من كلية التربية في جامعة بغداد بتخصص في اللغة العربية عام 1993، فعملت في مجال الصحافة والإعلام ثم مجال التدريس.
بدأت حياتها السياسية عضوة في مكتب العلاقات في مجلس وزراء السليمانية، بجانب عملها في ملف حقوق المرأة وذلك من عام 1998 إلى 2003. وفي عام 2014، وصلت سروة عبد الواحد إلى مجلس النواب العراقي نائبة عن محافظة أربيل، وأصبحت رئيس كتلة التغيير النيابية حتى عام 2018. كما كسبت سروة عبد الواحد عضوية شبكة البرلمانيات العرب.
لم تشترك في الانتخابات التشريعية العراقية عام 2018.
في آذار 2018، أصدرت شرطة أربيل في إقليم كردستان مذكرة اعتقال بحقها بتهمة الإساءة إلى قوات البيشمركة، بعد تصريحات لإحدى وسائل الإعلام العربية في أيلول 2017 إن عددا من عائلات البيشمركة تعاني أوضاعا اقتصادية صعبة نتيجة عدم حصولها على الرواتب المخصصة لها من قبل حكومة إقليم كردستان. وقد سبق مذكرة الاعتقال تجمع لآلاف من عناصر البيشمركة بقيادة منصور بارزاني نجل مسعود بارزاني احتجاجا على هذه التصريحات.
ورد اسمها ضمن المترشحين لمنصب رئيس جمهورية العراق في أيلول 2018.
و شاركت في الانتخابات التشريعية العراقية عام 2021 على محافظة السليمانية وتعد اعلى النساء في عدد الاصوات وتم انتخابه رئيسة كتلة الجيل الجديد في مجلس النواب العراقي

## روابط خارجية
- سروة عبد الواحد على تويتر.
- السيرة الذاتية لسروة عبد الواحد، من موقع وكالة الأنباء العراقية